# Réserve naturelle de Muraka
 La réserve naturelle Muraka est une réserve naturelle située dans l'est de l'Estonie, dans le comté d'Ida-Viru. 
L'histoire de la réserve naturelle remonte à 1938, lorsqu'une zone protégée a été désignée afin de protéger les aigles nicheurs de la région. 
La réserve naturelle se caractérise par ses zones humides; plusieurs grandes tourbières sont entourées de mires, de marécages, de marais et de ruisseaux. En outre, il existe également des zones de forêt préservée. La réserve naturelle est l'une des rares zones sauvages restantes dans le nord-est de l'Estonie,. 
La réserve naturelle est un refuge important pour plusieurs espèces d'animaux. Le faucon pèlerin, autrement rarement vu régulièrement en Estonie, peut souvent y être aperçu. L'écureuil volant de Sibérie, et Boros schnederi sont également présents.   

Dans le village voisin d'Oonurme, une petite exposition permanente sur la réserve naturelle est exposée dans le centre communautaire. Dans la réserve naturelle elle-même, des sentiers ont également été aménagés pour les visiteurs intéressés,. 

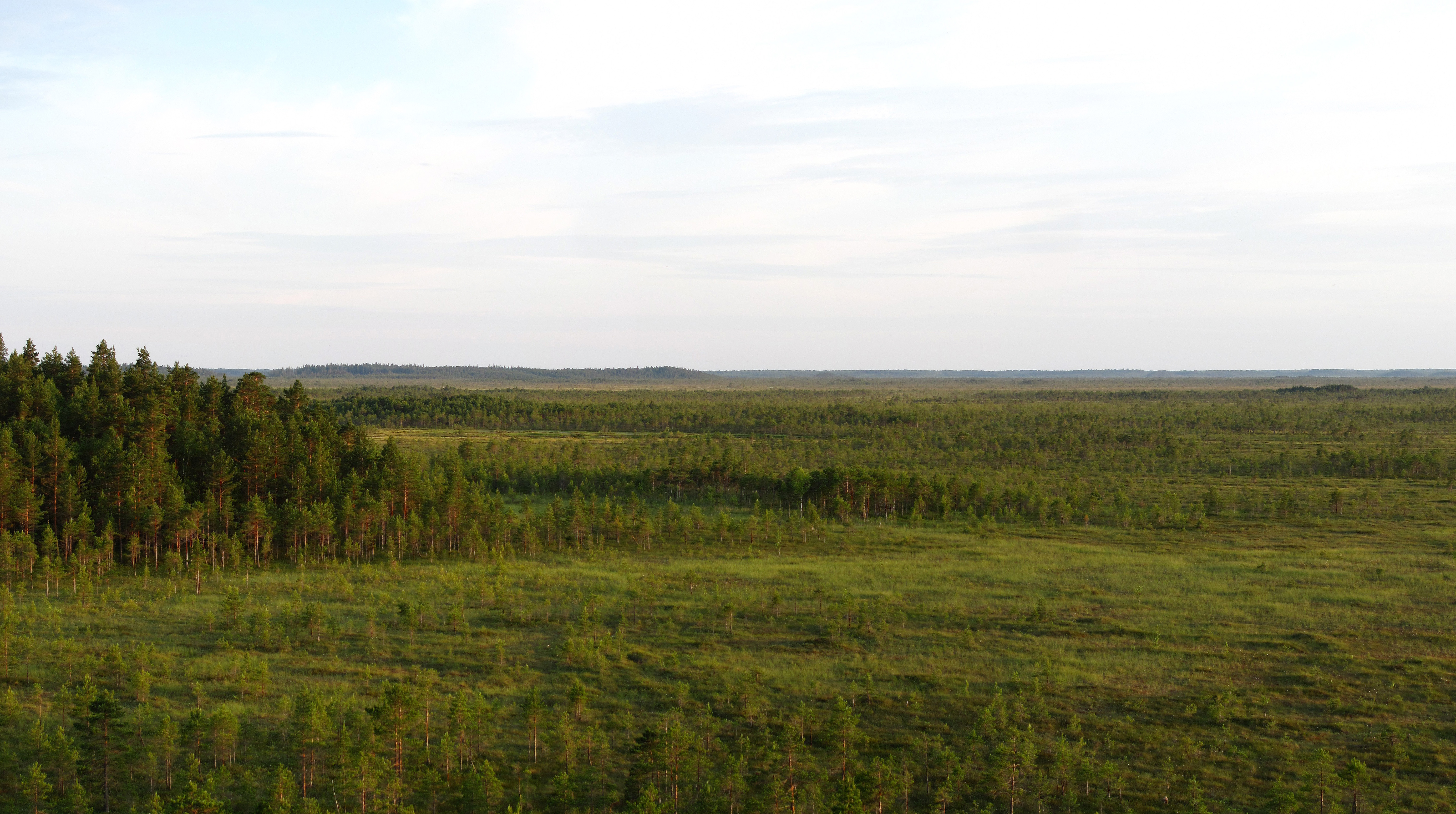
Tourbière de Muraka
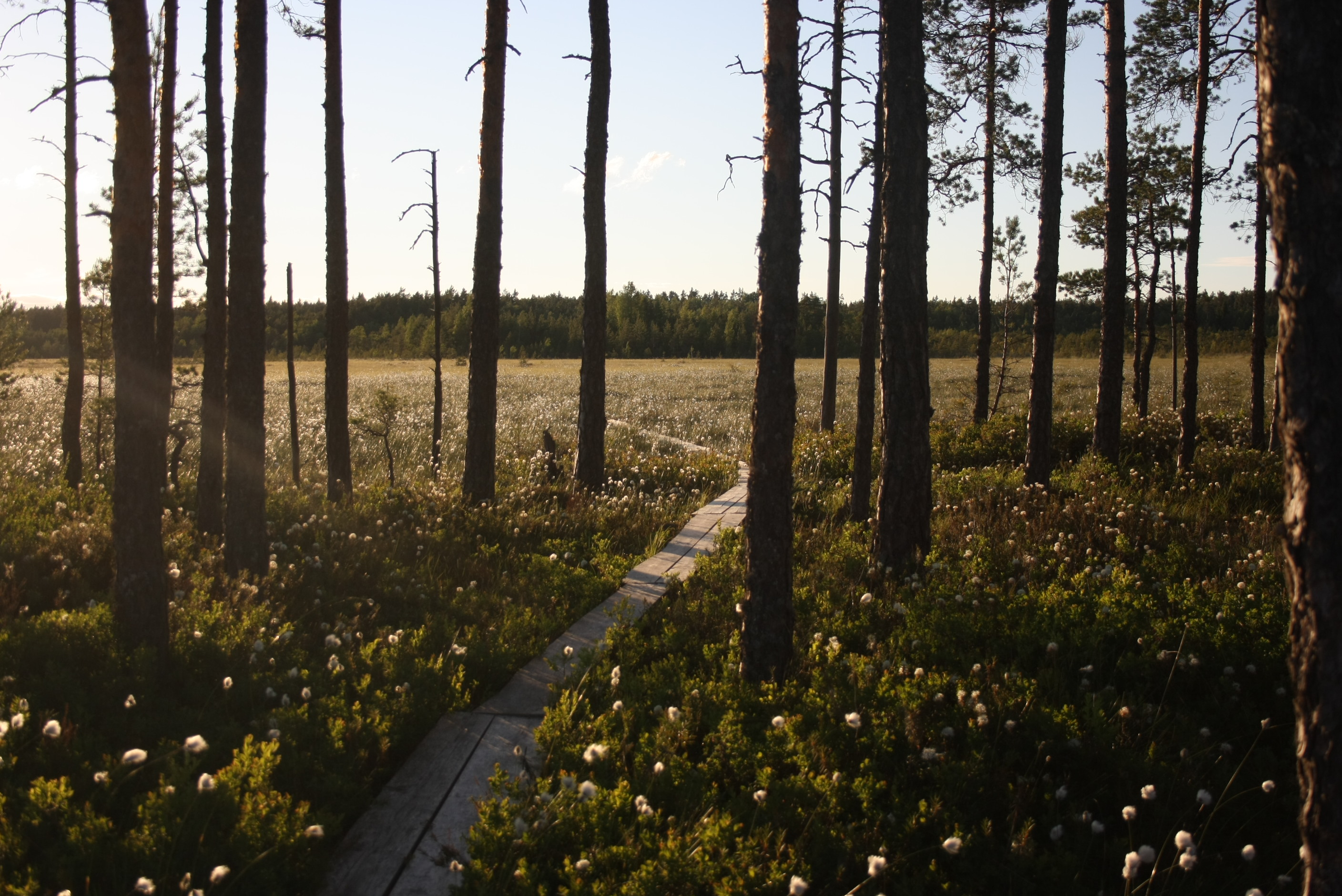
Tourbière de Rüütli
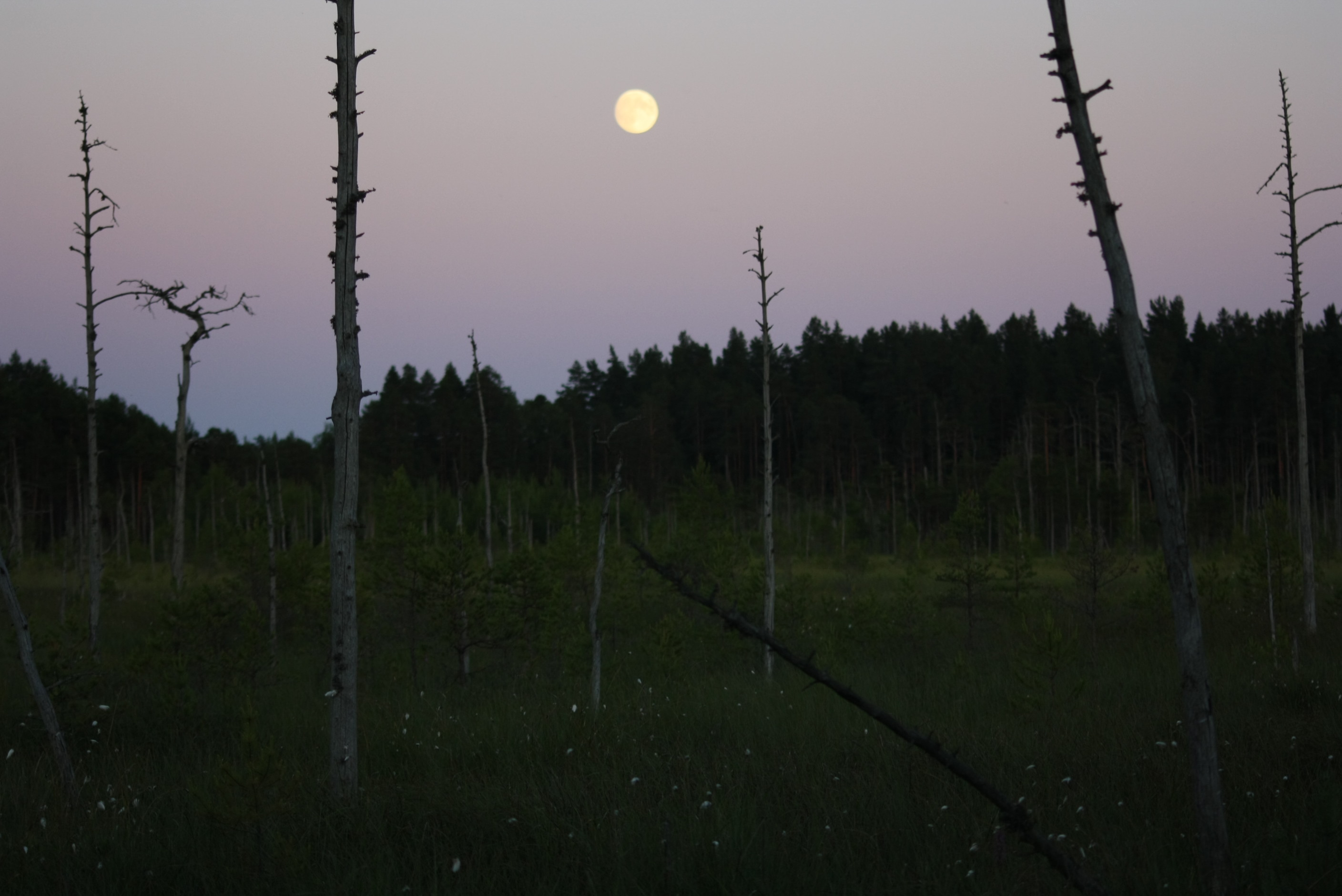
Tourbière de Rüütli